# Marco Aurélio (football, 1977)
Pour les articles homonymes, voir Marco Aurélio.
Marco Aurélio Fernandes da Silva, plus communément appelé Marco Aurélio, est un footballeur brésilien né le 23 septembre 1977.